# (4200) Shizukagozen
(4200) Shizukagozen (1983 WA) – planetoida z pasa głównego asteroid okrążająca Słońce w ciągu 4,5 lat w średniej odległości 2,73 j.a. Odkryta 28 listopada 1983 roku.